# Luke O'Nien
Luke Terry O'Nien, né le 21 novembre 1994 à Hemel Hempstead en Angleterre, est un footballeur anglais qui évolue au poste de milieu de terrain / défenseur au Sunderland AFC.

## Carrière

### En club
Né à Hemel Hempstead, Luke O'Nien joue dans le club du Watford depuis son plus jeune âge.
Il signe son premier contrat professionnel avec son club formateur en juillet 2013.
Il fait ses débuts professionnels le 15 mars 2014 contre Barnsley.
Aprês un prêt avec Wealdstone FC, il rejoint Wycombe Wanderers le 25 juillet 2015.
Le 30 juillet 2018, il rejoint Sunderland AFC.

## Palmarès
- Vainqueur de la EFL Trophy en 2021 avec Sunderland AFC
- Vainqueur des play-off du Championnat d'Angleterre de D3 en 2022 avec Sunderland AFC

### Distinctions personnelles
- Membre de l'équipe-type de EFL League One en 2021.